# Banqueta de bar

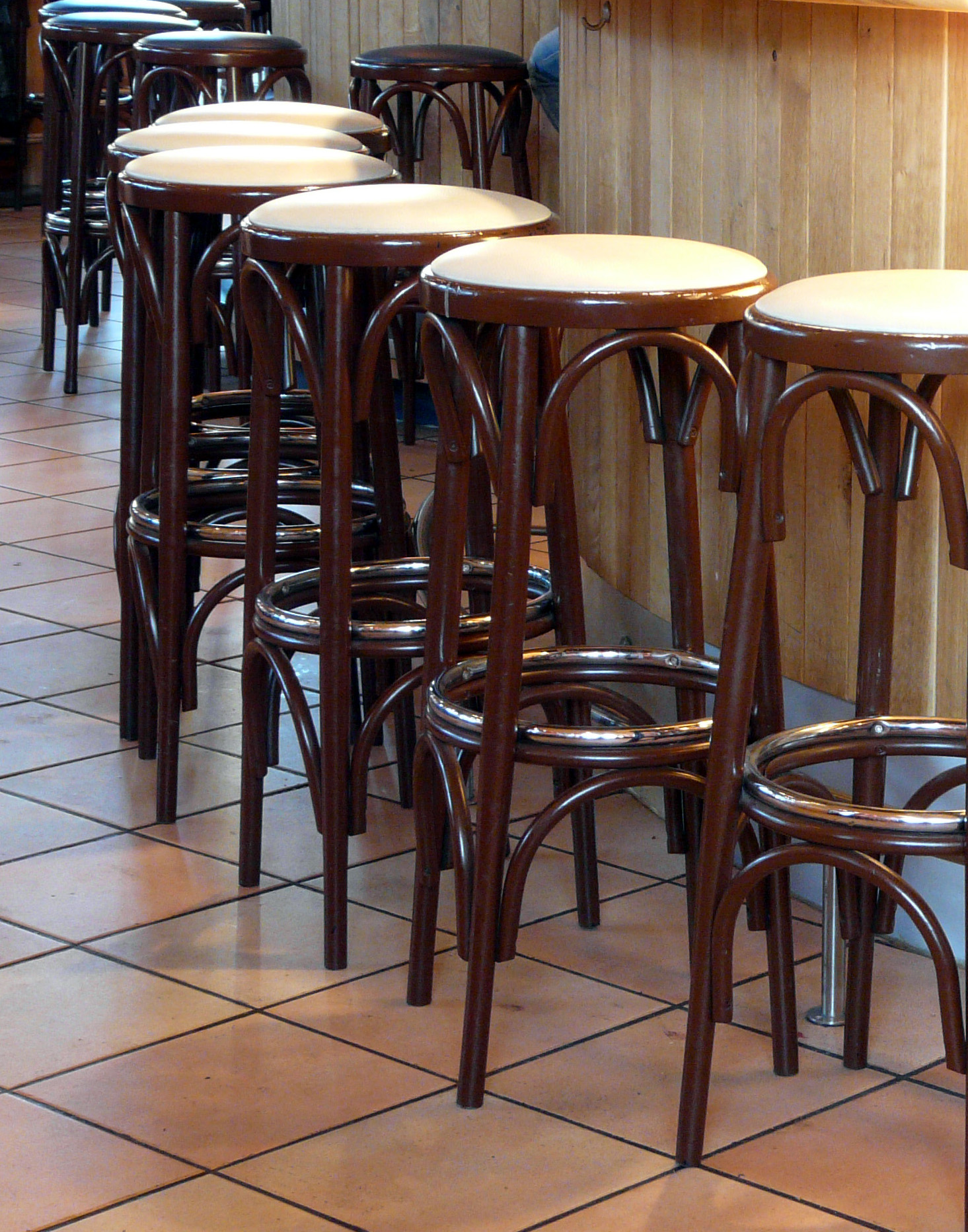
Banquetas dispuestas en un bar. Son generalmente usadas en pubs y bares por su economía de espacio.

La banqueta de bar es un tipo de taburete alto y estrecho, a menudo con reposapiés, que por su altura y estrechez están diseñados para ser usados en pubs y bares, acompañados de una mesa alta o barra. Sin embargo, las banquetas de bar son cada vez más populares en los hogares, generalmente situadas en el mostrador de la cocina, desayunador o en un bar hogareño.
Las hay de muchas construcciones diferentes. Las banquetas de bar habitualmente hechas de madera o metal. Hay banquetas con y sin reposabrazos, respaldo, y acolchado sobre la base del asiento. Los diseños van desde algunos sencillos de madera hasta otros extremadamente detallados con una altura determinada para encaje perfecto. Las banquetas de bar extra altas y extra bajas son características comunes, así como las de interior y de exterior.
- Datos: Q376339
- Multimedia: Bar stools / Q376339